# Henryk Hryniewski
Henryk Hryniewski, gruz. ჰენრიხ ჰრინევსკი (ur. 22 listopada 1869 w Kutaisi, zm. 1937 tamże) – polski malarz, architekt, działacz społeczny, badacz architektury Gruzji.

## Życiorys
Urodził się w Kutaisi w rodzinie polskiego zesłańca Wiktora Hryniewskiego. Po śmierci ojca wraz z matką wyjechał do Włoch. Ukończył studia na politechnice we Florencji i rozpoczął studia na akademii sztuk pięknych, lecz musiał powrócić do Kutaisi w celu odbycia obowiązkowej służby wojskowej. Po czym kontynuował studia na wydziale architektury politechniki w Karlsruhe, by potem ukończyć studia artystyczne we Włoszech.
W 1898 zamieszkał na stałe w Tbilisi i zajął się badaniem średniowiecznych zabytków Gruzji. W 1912 komisja pod kierownictwem Iwana Dżawachiszwilego powierzyła Hryniewskiemu wykonanie ilustracji do dzieł klasyka literatury gruzińskiej Ilii Czawczawadze. Dzieło ukazało się w 1914 roku. Od 1902 roku wykładał na uczelni Kaukaskiego Towarzystwa Popierania Sztuk Pięknych, w latach 1918–1921 pełniłł funkcję jej dyrektora. Był współzałożycielem Akademii Sztuki w Tbilisi i w latach 1922–1937 jej profesorem, a od 1927 - prorektorem. Zaprojektował architekturę i wystrój budynku Banku Szlacheckiego (ul. Gudiaszwili 3, obecnie Biblioteka Parlamentu Gruzji).
Stworzył ikonostas w świątyni Kaszweti (św. Jerzego) w Tbilisi. Zginął podczas represji w 1937. Jego żona, Włoszka Maria Perini (1873–1939), opuściła Gruzję natychmiast po aresztowaniu jej męża.

## Galeria

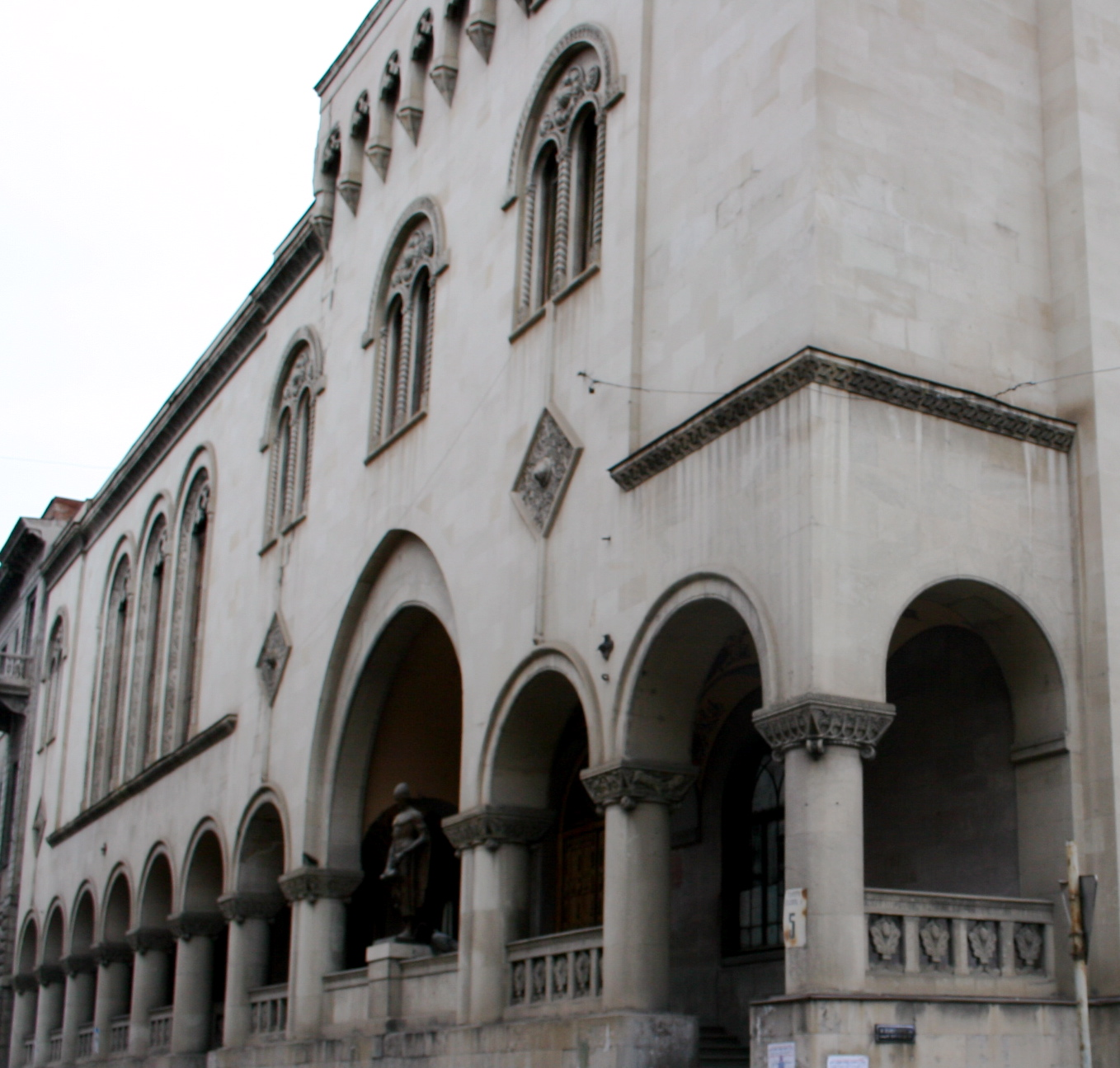
Budynek Banku Szlacheckiego w Tbilisi, ozdobiony przez H.H.
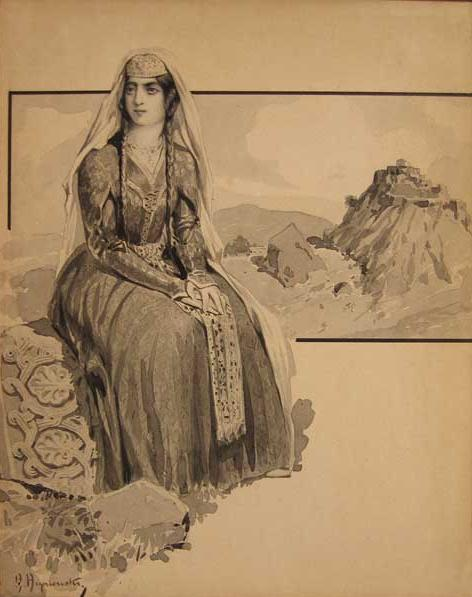
Kartlis Deda (Matka-Gruzja) – rysunek Henryka Hryniewskiego